# Драфт НБА 2014
Драфт НБА 2014 року відбувся 26 червня в Барклайс-центрі в Брукліні. Команди Національної баскетбольної асоціації (NBA) по черзі вибирали найкращих випускників коледжів, а також інших кандидатів, офіційно зареєстрованих для участі в драфті, зокрема іноземців. Драфтова лотерея пройшла під час плей-оф, 20 травня. Клівленд Кавальєрс виграв драфтову лотерею і отримав право першого вибору; це четвертий перший вибір для Клівленда від 2003 року і третій на проміжку 2011–2014.

## Драфт
| РЗ | Розігруючий захисник | АЗ | Атакувальний захисник | ЛФ | Легкий форвард | ВФ | Важкий форвард | C | Центровий |

| * | Позначає гравців, які взяли участь принаймні в одній грі матчу всіх зірок НБА і потрапили до Збірної всіх зірок НБА |
| + | Позначає гравців, які взяли участь принаймні в одній грі матчу всіх зірок НБА                                       |
| x | Позначає гравців, які принаймні один раз потрапили до Збірної всіх зірок НБА                                        |
| # | Позначає гравців, які жодного разу не грали в регулярному сезоні НБА або плей-оф                                    |

| Рнд. | Вибір | Гравець              | Поз.  | Громадянство         | Команда НБА                                                                            | Коледж/клуб                    |
| ---- | ----- | -------------------- | ----- | -------------------- | -------------------------------------------------------------------------------------- | ------------------------------ |
| 1    | 1     | Ендрю Віггінс        | SF/SG | Канада               | Клівленд Кавальєрс                                                                     | Канзас (Фр.)                   |
| 1    | 2     | Джабарі Паркер       | SF    | США                  | Мілвокі Бакс                                                                           | Дьюк (Фр.)                     |
| 1    | 3     | Джоел Ембід          | C     | Камерун              | Філадельфія Севенті-Сіксерс                                                            | Канзас (Фр.)                   |
| 1    | 4     | Аарон Гордон         | PF    | США                  | Орландо Меджик                                                                         | Аризона (Фр.)                  |
| 1    | 5     | Данте Екзам          | PG/SG | Австралія            | Юта Джаз                                                                               | Австралійський інститут спорту |
| 1    | 6     | Маркус Смарт         | PG    | США                  | Бостон Селтікс                                                                         | Оклахома Стейт (Соф.)          |
| 1    | 7     | Джуліус Рендл        | PF    | США                  | Лос-Анджелес Лейкерс                                                                   | Кентуккі (Фр.)                 |
| 1    | 8     | Нік Стаускас         | SG    | Канада               | Сакраменто Кінґс                                                                       | Мічиган (Соф.)                 |
| 1    | 9     | Ноа Вонле            | PF    | США                  | Шарлотт Горнетс (від Детройт)                                                          | Індіана (Фр.)                  |
| 1    | 10    | Елфрід Пейтон        | PG    | США                  | Філадельфія Севенті-Сіксерс (від Нью-Орлінс, проданий у Орландо)                       | Луїзіана-Лафаєтт (Дж.)         |
| 1    | 11    | Даг Макдермот        | SF    | США                  | Денвер Наггетс (проданий у Чикаго)                                                     | Крейгтон (Ср.)                 |
| 1    | 12    | Даріо Шарич          | SF/PF | Хорватія             | Орландо Меджик (від Нью-Йорк через Денвер, проданий у Філадельфія)                     | Цибона (Хорватія)              |
| 1    | 13    | Зак ЛаВін            | SG    | США                  | Міннесота Тімбервулвз                                                                  | УКЛА (Фр.)                     |
| 1    | 14    | Ті Джей Воррен       | SF    | США                  | Фінікс Санз                                                                            | НК Стейт (Соф.)                |
| 1    | 15    | Едреян Пейн          | PF    | США                  | Атланта Гокс                                                                           | Мічиган Стейт (Ср.)            |
| 1    | 16    | Юсуф Нуркич          | C     | Боснія і Герцеговина | Чикаго Буллз (від Шарлотт, проданий у Денвер)                                          | Cedevita Zagreb (Хорватія)     |
| 1    | 17    | Джеймс Янг           | SG/SF | США                  | Бостон Селтікс (від Бруклін)                                                           | Кентуккі (Фр.)                 |
| 1    | 18    | Тайлер Енніс         | PG    | Канада               | Фінікс Санз (від Вашингтон)                                                            | Сірак'юс (Фр.)                 |
| 1    | 19    | Ґаррі Гарріс         | SG    | США                  | Чикаго Буллз (проданий у Денвер)                                                       | Мічиган Стейт (Соф.)           |
| 1    | 20    | Бруно Кабокло        | SF    | Бразилія             | Торонто Репторз                                                                        | EC Pinheiros (Brazil)          |
| 1    | 21    | Мітч МакГарі         | PF    | США                  | Оклахома-Сіті Тандер (від Даллас через L.A. Lakers і Х'юстон)                          | Мічиган (Соф.)                 |
| 1    | 22    | Джордан Адамс        | SG    | США                  | Мемфіс Ґріззліс                                                                        | УКЛА (Соф.)                    |
| 1    | 23    | Родні Гуд            | SF    | США                  | Юта Джаз (від Голден-Стейт)                                                            | Дьюк (Соф.)                    |
| 1    | 24    | Шабазз Неп'єр        | PG    | США                  | Шарлотт Горнетс (від Портленд, проданий у Маямі)                                       | Коннектикут (Ср.)              |
| 1    | 25    | Клінт Капела         | C     | Швейцарія            | Х'юстон Рокетс                                                                         | Élan Chalon (Франція)          |
| 1    | 26    | Пі Джей Гейрстон     | SG    | США                  | Маямі Гіт (проданий у Шарлотт)                                                         | Техас Леджендс (D-Ліга)        |
| 1    | 27    | Богдан Богданович#   | SG    | Сербія               | Фінікс Санз (from Індіана)                                                             | Партизан Белград (Сербія)      |
| 1    | 28    | Сі Джей Вілкокс      | SG    | США                  | Лос-Анджелес Кліпперс                                                                  | Вашингтон (Ср.)                |
| 1    | 29    | Джош Г'юстіс         | SF/PF | США                  | Оклахома-Сіті Тандер                                                                   | Стенфорд (Ср.)                 |
| 1    | 30    | Кайл Андерсон        | SF    | США                  | Сан-Антоніо Сперс                                                                      | УКЛА (Соф.)                    |
| 2    | 31    | Дам'єн Інгліс        | SF    | Франція              | Мілвокі Бакс                                                                           | Хораль Роанн (Франція)         |
| 2    | 32    | Кей Джей МакДеніелс  | SF    | США                  | Філадельфія Севенті-Сіксерс                                                            | Клемсон (Дж.)                  |
| 2    | 33    | Джо Гарріс           | SG    | США                  | Клівленд Кавальєрс (від Орландо)                                                       | Вірджинія (Ср.)                |
| 2    | 34    | Клінтоні Ерлі        | SF    | США                  | Нью-Йорк Нікс (від Бостон через Даллас)                                                | Вічіта Стейт (Ср.)             |
| 2    | 35    | Джарнелл Стоукс      | PF    | США                  | Юта Джаз (проданий у Мемфіс)                                                           | Теннессі (Дж.)                 |
| 2    | 36    | Джонні О'Браянт III  | PF    | США                  | Мілвокі Бакс (від L.A. Lakers через Фінікс і Міннесота)                                | Louisiana State (Дж.)          |
| 2    | 37    | Деандре Деніелс#     | SF    | США                  | Торонто Репторз (від Сакраменто)                                                       | Коннектикут (Дж.)              |
| 2    | 38    | Спенсер Дінвідді     | PG/SG | США                  | Детройт Пістонс                                                                        | Колорадо (Дж.)                 |
| 2    | 39    | Джерамі Грант        | SF    | США                  | Філадельфія Севенті-Сіксерс (від Клівленд)                                             | Сірак'юс (Соф.)                |
| 2    | 40    | Глен Робінсон III    | SF    | США                  | Міннесота Тімбервулвз (від Нью-Орлінс)                                                 | Мічиган (Соф.)                 |
| 2    | 41    | Нікола Йокич         | PF/C  | Сербія               | Денвер Наггетс                                                                         | Мега Візура (Сербія)           |
| 2    | 42    | Нік Джонсон          | PG/SG | США                  | Х'юстон Рокетс (від Нью-Йорк)                                                          | Аризона (Дж.)                  |
| 2    | 43    | Волтер Таварес       | C     | Кабо-Верде           | Атланта Гокс                                                                           | Гран Канарія (Іспанія)         |
| 2    | 44    | Маркел Браун         | SG    | США                  | Міннесота Тімбервулвз (проданий у Бруклін)                                             | Оклахома Стейт (Ср.)           |
| 2    | 45    | Двайт Павелл         | PF    | Канада               | Шарлотт Горнетс                                                                        | Стенфорд (Ср.)                 |
| 2    | 46    | Джордан Кларксон     | PG    | США                  | Вашингтон Візардс (проданий у ЛА Лейкерс)                                              | Міссурі (Дж.)                  |
| 2    | 47    | Расс Сміт            | PG/SG | США                  | Філадельфія Севенті-Сіксерс (від Бруклін через Бостон і Даллас, проданий у Нью-Орлінс) | Луїсвілл (Ср.)                 |
| 2    | 48    | Ламар Паттерсон      | SG/SF | США                  | Мілвокі Бакс (від Торонто через Фінікс, проданий у Атланта)                            | Піттсбург (Ср.)                |
| 2    | 49    | Камерон Бейрстоу     | PF/C  | Австралія            | Чикаго Буллз                                                                           | Нью-Мексико (Ср.)              |
| 2    | 50    | Алек Браун#          | C     | США                  | Фінікс Санз                                                                            | Грін Бей (Ср.)                 |
| 2    | 51    | Танасіс Адетокумбо   | SF    | Греція               | Нью-Йорк Нікс (від Даллас)                                                             | Делавер Ейті Севенерс (D-Ліга) |
| 2    | 52    | Васіліє Мічич#       | PG    | Сербія               | Філадельфія Севенті-Сіксерс (від Мемфіс через Клівленд)                                | Mega Vizura (Сербія)           |
| 2    | 53    | Алессандро Джентіле# | SF    | Італія               | Міннесота Тімбервулвз (від Голден-Стейт, проданий у Х'юстон)                           | Olimpia Milano (Італія)        |
| 2    | 54    | Неманья Дангубич#    | SG    | Сербія               | Філадельфія Севенті-Сіксерс (від Х'юстон через Milwaukee, проданий у Сан-Антоніо)      | Mega Vizura (Сербія)           |
| 2    | 55    | Семадж Крістон       | PG    | США                  | Маямі Гіт (проданий у Оклахома Сіті через Шарлотт)                                     | Зав'єр (Соф.)                  |
| 2    | 56    | Девін Марбл          | SG/SF | США                  | Денвер Наггетс (від Портленд, проданий у Орландо)                                      | Айова (Ср.)                    |
| 2    | 57    | Луї Лабейрі#         | PF/C  | Франція              | Індіана Пейсерз (проданий у Нью-Йорк)                                                  | Парі Леваллуа Баскет (Франція) |
| 2    | 58    | Джордан МакРей       | SG    | США                  | Сан-Антоніо Сперс (від ЛА Кліпперс через Нью-Орлінс, проданий у Філадельфія)           | Теннессі (Ср.)                 |
| 2    | 59    | Зав'єр Темз#         | PG/SG | США                  | Торонто Репторз (від Оклахома Сіті через Нью-Йорк, проданий у Бруклін)                 | Сан-Дієго Стейт (Ср.)          |
| 2    | 60    | Корі Джефферсон      | PF    | США                  | Сан-Антоніо Сперс (проданий у Бруклін через Філадельфія)                               | Baylor (Ср.)                   |

## Помітні гравці, яких не задрафтовано
Цих гравців не задрафтовано 2014 року, але вони зіграли прнаймні одну гру в НБА. У квітні 2015 року незадрафтований Сім Буллар став першим гравцем індійського походження, який зіграв у лізі.
| Гравець             | Позиція | Громадянство | Коледж/Клуб              |
| ------------------- | ------- | ------------ | ------------------------ |
| Кіт Епплінг         | РЗ      | США          | Мічиган Стейт (Ср.)      |
| Джерелл Бенімон     | ВФ      | США          | Towson (Ср.)             |
| Сім Буллар          | C       | Канада       | Нью-Мексико Стейт (Соф.) |
| Тарік Блек          | ВФ      | США          | Канзас (Ср.)             |
| Джабарі Браун       | АЗ      | США          | Міссурі (Дж.)            |
| Коті Кларк          | ЛФ      | США          | Арканзас (Ср.)           |
| Брюс Коттон         | РЗ      | США          | Провіденс (Ср.)          |
| Андре Доукінс       | АЗ      | США          | Дьюк (Ср.)               |
| Джарелл Едді        | ЛФ      | США          | Вірджинія Тек (Ср.)      |
| Кріштіано Фелесіо   | ВФ/C    | Бразилія     | Фламенго (Brazil)        |
| Тім Фрезьєр         | РЗ/SG   | США          | Пенн Стейт (Ср.)         |
| Генстон Галловей    | РЗ      | США          | Сейнт Джозефс (Ср.)      |
| Тайлер Джонсон      | АЗ      | США          | Фресно Стейт (Ср.)       |
| Шон Кілпатрік       | АЗ      | США          | Цинциннаті (Ср.)         |
| Алекс Керк          | C       | США          | New Mexico (Ср.)         |
| Джеймс Майкл МакАду | ВФ      | США          | Північна Кароліна (Дж.)  |
| Ерік Морленд        | ВФ      | США          | Орегон Стейт (Ср.)       |
| Зав'єр Манфорд      | РЗ      | США          | Род Айленд (Ср.)         |
| Джакарр Семпсон     | ВФ      | США          | Сент Джонс (Соф.)        |
| Девід Стоктон       | РЗ      | США          | Гонзага (Ср.)            |
| Аксель Тупан        | АЗ/SF   | Франція      | Strasbourg IG (Франція)  |
| Девід Веар          | ВФ      | США          | УКЛА (Ср.)               |
| Тревіс Веар         | ЛФ      | США          | УКЛА (Ср.)               |
| Окаро Вайт          | ЛФ/PF   | США          | Флорида Стейт (Ср.)      |
| Шейн Віттінгтон     | ВФ/C    | США          | Західний Мічиган (Ср.)   |

## Драфтова лотерея
НБА щорічно проводить лотерею перед драфтом, щоб визначити порядок вибору на драфті командами, які не потрапили до плей-оф у попередньому сезоні. Кожна команда, яка не потрапила до плей-оф, має шанс виграти один з трьох перших виборів, проте клуби, які показали найгірше співвідношення перемог до поразок у минулому сезоні, мають найбільші шанси на це. Після того, як визначено перші три вибори, решта команд відсортовуються відповідно до їх результатів у попередньому сезоні. Для команд з однаковим співвідношенням перемог до поразок 18 квітня НБА провела кидання жеребу.
Лотерея відбулась 20 травня в Times Square Studios у Нью-Йорку. Клівленд Кавальєрс, який мав дев'ятий найгірший показник, виграв лотерею, маючи шанс лише 1.7%.
У таблиці представлено шанси команд, що не потрапили до плей-оф, отримати номери посіву від 1 до 14, округлені до третьої цифри після коми.
| ^ | Позначає дійсний результат лотереї |

| Team                        | Результати в сезоні 2013–2014 | Шанси в лотереї | Ймовірності лотереї | Ймовірності лотереї | Ймовірності лотереї | Ймовірності лотереї | Ймовірності лотереї | Ймовірності лотереї | Ймовірності лотереї | Ймовірності лотереї | Ймовірності лотереї | Ймовірності лотереї | Ймовірності лотереї | Ймовірності лотереї | Ймовірності лотереї | Ймовірності лотереї |
| Team                        | Результати в сезоні 2013–2014 | Шанси в лотереї | 1-й                 | 2-й                 | 3-й                 | 4-й                 | 5-й                 | 6-й                 | 7-й                 | 8-й                 | 9-й                 | 10-й                | 11-й                | 12-й                | 13-й                | 14th                |
| --------------------------- | ----------------------------- | --------------- | ------------------- | ------------------- | ------------------- | ------------------- | ------------------- | ------------------- | ------------------- | ------------------- | ------------------- | ------------------- | ------------------- | ------------------- | ------------------- | ------------------- |
| Мілвокі Бакс                | 15–67                         | 250             | ,250                | ,215^               | ,177                | ,358                | —                   | —                   | —                   | —                   | —                   | —                   | —                   | —                   | —                   | —                   |
| Філадельфія Севенті-Сіксерс | 19–63                         | 199             | ,199                | ,188                | ,171^               | ,319                | ,124                | —                   | —                   | —                   | —                   | —                   | —                   | —                   | —                   | —                   |
| Орландо Меджик              | 23–59                         | 156             | ,156                | ,157                | ,156                | ,225^               | ,265                | ,041                | —                   | —                   | —                   | —                   | —                   | —                   | —                   | —                   |
| Юта Джаз                    | 25–57                         | 104             | ,104                | ,112                | ,121                | ,099                | ,373^               | ,177                | ,014                | —                   | —                   | —                   | —                   | —                   | —                   | —                   |
| Бостон Селтікс              | 25–57                         | 103             | ,103                | ,111                | ,120                | —                   | ,238                | ,342^               | ,082                | ,004                | —                   | —                   | —                   | —                   | —                   | —                   |
| Лос-Анджелес Лейкерс        | 27–55                         | 63              | ,063                | ,071                | ,081                | —                   | —                   | ,440                | ,304^               | ,040                | ,001                | —                   | —                   | —                   | —                   | —                   |
| Сакраменто Кінґс            | 28–54                         | 43              | ,043                | ,049                | ,058                | —                   | —                   | —                   | ,600                | ,232^               | ,018                | ,000                | —                   | —                   | —                   | —                   |
| Детройт Пістонс1[›]         | 29–53                         | 28              | ,028                | ,033                | ,039                | —                   | —                   | —                   | —                   | ,725                | ,168^               | ,008                | ,000                | —                   | —                   | —                   |
| Клівленд Кавальєрс          | 33–49                         | 17              | ,017^               | ,020                | ,024                | —                   | —                   | —                   | —                   | —                   | ,813                | ,122                | ,004                | ,000                | —                   | —                   |
| Нью-Орлінс Пеліканс2[›]     | 34–48                         | 11              | ,011                | ,013                | ,016                | —                   | —                   | —                   | —                   | —                   | —                   | ,870^               | ,089                | ,002                | ,000                | —                   |
| Денвер Наггетс              | 36–46                         | 8               | ,008                | ,009                | ,012                | —                   | —                   | —                   | —                   | —                   | —                   | —                   | ,907^               | ,063                | ,001                | ,000                |
| Нью-Йорк Нікс3[›]           | 37–45                         | 7               | ,007                | ,008                | ,010                | —                   | —                   | —                   | —                   | —                   | —                   | —                   | —                   | ,935^               | ,039                | ,000                |
| Міннесота Тімбервулвз       | 40–42                         | 6               | ,006                | ,007                | ,009                | —                   | —                   | —                   | —                   | —                   | —                   | —                   | —                   | —                   | ,960^               | ,018                |
| Фінікс Санз                 | 48–34                         | 5               | ,005                | ,006                | ,007                | —                   | —                   | —                   | —                   | —                   | —                   | —                   | —                   | —                   | —                   | ,982^               |

^ 1: The Шарлотт Горнетс acquired Детройт Пістонс' pick because it fell outside the top eight.

^ 2: The Філадельфія Севенті-Сіксерс acquired Нью-Орлінс Пеліканс' pick because it fell outside the top five.

^ 3: The Орландо Меджик acquired the lesser of Денвер Наггетс' pick and Нью-Йорк Нікс' pick.

## Угоди щодо драфт-піків

### Угоди перед драфтом
До дня драфту відбулись такі угоди, результатом яких став обмін драфт-піками між командами.
1. 1 2  
26 червня 2012: від Детройт Пістонс до Шарлот Бобкетс (тепер Шарлотт Горнетс)[4][5]
  - Шарлотт придбала Бен Гордон і умовний драфт-пік першого раунду  2013 року (з захистом у топ 14 2013 року, топ 8 2014-го)
  - Детройт придбав Корі Маггетт
2. 1 2  
12 липня 2013: від Нью-Орлінс Пеліканс до Філадельфія Севенті-Сіксерс[6][7]
  - Філадельфія придбала драфтові права на Нерленс Ноел і умовний драфт-пік першого раунду  2014 року (з захистом у топ 5 2014 року)
  - Нью-Орлінс придбав Джру Голідей і драфтові права на П'єр Джексон
3. 1 2  
22 лютого 2011: від Нью-Йорк Нікс до Денвер Наггетс (тристоронній обмін)[10][11]
  - Денвер придбав Вілсон Чендлер, Реймонд Фелтон, Даніло Галлінарі, Тимофій Мозгов, драфт-пік першого раунду 2014 року, драфт-піки в другому раунді 2012 і 2013 років, опцію обміну драфт-піками першого раунду 2016 рокуs і грошову винагороду від Нью-Йорка
  - Денвер придбав Коста Куфос від Міннесота
  - Нью-Йорк придбав Кармело Ентоні, Чонсі Біллапса, Anthony Carter, Реналдо Балкман і Шелден Вільямс від Денвера
  - Нью-Йорк придбав Корі Брюер від Міннесоти
  - Міннесота придбала драфт-пік другого раунду 2015 року від Денвера
  - Міннесота придбала Ентоні Рендольф, Едді Каррі і грошову винагороду від Нью-Йорка

10 серпня 2012: від Денвер Наггетс до Орландо Меджик (чотиристоронній обмін)[12][13]
  - Орландо придбав Aaron Afflalo, Al Harrington, гірший з двох драфт-піків Денвера в першому раунді  2014 року (власний пік Денвера і пік Нью-Йорка) і драфт-пік другого раунду 2013 року від Денвера
  - Орландо придбав Maurice Harkless, Никола Вучевич і умовний драфт-пік першого раунду  2015 року від Філадельфія
  - Орландо придбав Джош Макробертс, Крістіан Еєнга, умовний драфт-пік першого раунду  2017 року і умовний драфт-пік другого раунду 2015 року від ЛА Лейкерс
  - Денвер придбав Андре Ігуодала від Філадельфії
  - Філадельфія придбала Джейсон Річардсон від Орландо
  - Філадельфія придбала Ендрю Байнум від ЛА Лейкерс
  - ЛА Лейкерс придбав Двайт Говард, Кріс Дугон і Ерл Кларк від Орландо
4. ↑  
18 лютого 2010: від Шарлот Бобкетс (тепер Шарлотт Горнетс) до Чикаго Буллз[15][16]
  - Чикаго придбав Роналд Маррей, Ейсі Лоу і умовний драфт-пік першого раунду  2012 року (з захистом у топ 14 2012 року, топ 12 2013-го, топ 10 2014-го)
  - Шарлотт придбала Тайрус Томас
5. ↑  
12 липня 2013: від Бруклін Нетс до Бостон Селтікс[17]
  - Бостон придбав Джеральд Воллес, Кріс Гамфріс, Кіт Боганс, МарШон Брукс, Кріс Джозеф, драфт-пік першого раунду 2014 року, драфт-піки першого раунду 2016 і 2018 років і опцію обміну драфт-піками першого раунду 2017 року
  - Бруклін придбав Paul Pierce, Kevin Garnett, Джейсон Террі і Ді Джей Вайт
6. ↑  
25 жовтня 2013: від Вашингтон Візардс до Фінікс Санз[18]
  - Фінікс придбав Емека Окафор і умовний драфт-пік першого раунду  2014 року (з захистом у топ 12 2014 року)
  - Вашингтон придбав Марцін Гортат, Шеннон Браун, Кендалл Маршалл і Малкольм Лі
7. ↑  
11 грудня 2011: від Даллас Маверікс до Лос-Анджелес Лейкерс[19]
  - ЛА Лейкерс придбав умовний драфт-пік першого раунду  2012 року (з захистом у топ 20 2012–14 років)
  - Даллас придбав Ламар Одом і драфт-пік другого раунду 2012 року

15 березня 2012: від Лос-Анджелес Лейкерс до Х'юстон Рокетс[20]
  - Х'юстон придбав Derek Fisher і умовний драфт-пік далласа 2012 року (з захистом у топ 20 2012–14 років)
  - ЛА Лейкерс придбав Джордан Гілл

27 жовтня 2012: від Х'юстон Рокетс до Оклахома-Сіті Тандер[21]
  - Оклахома Сіті придбала Кевін Мартін, Джеремі Лемб, драфт-пік першого раунду 2013 року,  умовний драфт-пік Далласа 2013 року (з захистом у топ 20 2013–14 років) і драфт-пік другого раунду 2013 року
  - Х'юстон придбав Джеймс Гарден, Коул Олдрич, Декуан Кук і Лазар Гейворд
8. ↑  
10 липня 2013: від Голден-Стейт Ворріорс до Юта Джаз (тристоронній обмін)[22]
  - Юта придбала Андріс Б'єдріньш, Річард Джефферсон, Брендон Раш, драфт-пік першого раунду 2014 року, драфт-пік першого раунду 2017 року, драфт-піки в другому раунді 2017 і 2018 років і грошову винагороду від Голден Стейт
  - Юта придбала драфт-пік другого раунду 2018 року from Денвер
  - Голден Стейт придбав Кевін Мерфі від Юти
  - Голден Стейт придбав Андре Ігуодала від Денвера
  - Денвер придбав Ренді Фой від Юти
  - Денвер придбав драфт-пік другого раунду 2018 року від Голден Стейт
9. ↑  
24 лютого 2011: від Портленд Трейл-Блейзерс до Шарлот Бобкетс (тепер Шарлотт Горнетс)[25]
  - Шарлотт придбала Джоел Пжибілла, Данте Каннінгем, Sean Marks, драфт-пік першого раунду 2011 року, умовний драфт-пік першого раунду  2013 року (з захистом у топ 12 2013–14 років) і грошову винагороду
  - Портленд придбав Джеральд Воллес
10. ↑  
27 липня 2013: від Індіана Пейсерз до Фінікс Санз[27]
  - Фінікс придбав Майлз Пламлі, Джеральд Грін і умовний драфт-пік першого раунду  2014 року (з захистом у топ 14 2014 року)
  - Індіана придбала Луіс Скола
11. ↑  
23 червня 2011: від Орландо Меджик до Клівленд Кавальєрс[29]
  - Клівленд придбав драфт-піки другого раунду 2013 і 2014 років
  - Орландо придбав драфтові права на Джастін Гарпер
12. 1 2  
27 червня 2013: від Бостон Селтікс до Даллас Маверікс[30]
  - Даллас придбав драфтові права на Лукас Ногейра and два драфт-піки другого раунду 2014 року (піки Бостона і Брукліна)
  - Бостон придбав драфтові права на Келлі Олійник
13. 1 2  
25 червня 2014: від Даллас Маверікс до Нью-Йорк Нікс[31]
  - Нью-Йорк придбав Хосе Кальдерон, Вейн Еллінгтон, Шейн Ларкін, Самуель Далембер, 34-й і 51-й піки 2014 року
  - Даллас придбав Тайсон Чендлер і Реймонд Фелтон
14. ↑  
11 липня 2012: від Лос-Анджелес Лейкерс до Фінікс Санз[33]
  - Фінікс придбав драфт-піки першого раунду 2013 і 2015 років, драфт-піки другого раунду 2013 і 2014 років і грошову винагороду
  - ЛА Лейкерс придбав Steve Nash

27 липня 2012: від Фінікс Санз до Міннесота Тімбервулвз (тристоронній обмін)[34]
  - Міннесота придбала драфт-пік Лейкерс другого раунду 2014 року від Фінікса
  - Міннесота придбала драфт-піки в другому раунді 2013 і 2016 років від Нью-Орлінс
  - Фінікс придбав Веслі Джонсон і умовний драфт-пік першого раунду  2014 року (з захистом у топ 13 2014 року) від Міннесоти
  - Фінікс придбав ДЖером Дайсон і Brad Miller від Нью-Орлінс
  - Нью-Орлінс придбав Робін Лопес, Хакім Воррік і грошову винагороду від Фінікса

11 липня 2013: від Міннесота Тімбервулвз до Мілвокі Бакс (тристоронній обмін)[35]
  - Мілвокі придбав Люк Ріднур і драфт-пік Лейкерс в другому раунді 2014  року від Міннесоти
  - Мілвокі придбав грошову компенсацію від Оклахома Сіті
  - Міннесота придбала Кевін Мартін і грошову винагороду від Оклахома Сіті
  - Оклахома Сіті придбала from драфтові права на Шимон Шевчук від Мілвокі
15. ↑  
16 липня 2012: від Сакраменто Кінґс до Торонто Репторз[36]
  - Торонто придбав драфт-пік другого раунду 2014 року
  - Сакраменто придбав James Johnson
16. 1 2  
20 лютого 2014: від Клівленд Кавальєрс до Філадельфія Севенті-Сіксерс[37]
  - Філадельфія придбала Ерл Кларк, Генрі Сімс і два драфт-піки другого раунду 2014 року (Клівленда і Мемфіса)
  - Клівленд придбав Спенсер Гоус
17. ↑  
9 вересня 2009: від Нью-Орлінс Горнетс (тепер Нью-Орлінс Пеліканс) до Міннесота Тімбервулвз[38]
  - Міннесота придбала Antonio Daniels і драфт-пік другого раунду 2014 року
  - Нью-Орлінс придбав Боббі Браун і Дарюс Сонгайла
18. ↑  
11 липня 2012: від Нью-Йорк Нікс до Х'юстон Рокетс[39]
  - Х'юстон придбав Тоні Дуглас, Джош Гарреллсон, Джером Джордан, драфт-пік другого раунду 2014 року, драфт-пік другого раунду 2015 року і грошову винагороду
  - Нью-Йорк придбав Маркуса Кембі
19. ↑  
12 липня 2010: від Міннесота Тімбервулвз до Маямі Гіт[40]
  - Маямі придбав драфт-піки 2011 і 2014 років
  - Міннесота придбала Майкл Бізлі

24 червня 2011: від Маямі Гіт до Міннесота Тімбервулвз[41]
  - Міннесота придбала драфтові права на Боян Богданович, грошову компенсацію, а також придбала назад свій драфт-пік в другому раунді 2014 року
  - Маямі придбав драфтові права на Норріс Коул
20. ↑  
23 червня 2011: від Нью-Дже́рсі Нетс (тепер Бруклін Нетс) до Бостон Селтікс[44]
  - Бостон придбав драфтові права на Джахуан Джонсон і драфт-пік другого раунду 2014 року
  - Нью-Джерсі придбав драфтові права на МарШон Брукс
21. ↑  
27 червня 2013: від Даллас Маверікс до Філадельфія Севенті-Сіксерс[45]
  - Філадельфія придбала драфт-пік Брукліна в другому раунді 2014 року
  - Даллас придбав драфтові права на Рікі Ледо
22. ↑  
21 лютого 2013: від Торонто Репторз до Фінікс Санз[47]
  - Фінікс придбав Хамед Хаддаді і умовний драфт-пік другого раунду 2014 року
  - Торонто придбав Себастіан Телфер

10 липня 2013: від Фінікс Санз до Мілвокі Бакс (тристоронній обмін)[48]
  - Мілвокі придбав умовний драфт-пік Торонто в другому раунді 2014 року від Фінікса
  - Мілвокі придбав умовний драфт-пік другого раунду 2015 року від ЛА Кліпперс
  - Фінікс придбав Ерік Бледсо і Керон Батлер від ЛА Кліпперс
  - ЛА Кліпперс придбав Джей Джей Реддік від Мілвокі
  - ЛА Кліпперс придбав Джаред Дадлі від Фінікса
23. ↑  
25 липня 2012: від Мемфіс Ґріззліс до Клівленд Кавальєрс[50]
  - Клівленд придбав Джеремі Парго, драфт-пік другого раунду 2014 року і грошову винагороду
  - Мемфіс придбав Ді Джей Кеннеді
24. ↑  
27 червня 2013: від Голден-Стейт Ворріорс до Міннесота Тімбервулвз[51]
  - Міннесота придбала драфт-пік другого раунду 2014 року і грошову винагороду
  - Голден Стейт придбав Малкольм Лі і драфтові права на Андре Роберсон
25. ↑  
27 червня 2012: від Х'юстон Рокетс до Мілвокі Бакс[53]
  - Мілвокі придбав Самуель Далембер, драфт-піки другого раунду 2012 і 2014 років
  - Х'юстон придбав Джон Брокман, Джон Луер, Шон Лівінгстон і 12-й драфт-пік на драфті 2012

27 червня 2013: від Мілвокі Бакс до Філадельфія Севенті-Сіксерс[54]
  - Філадельфія придбала драфтові права на Рікі Ледо і драфт-пік Х'юстона в другому раунді 2014 року
  - Мілвокі придбав драфтові права на Нейт Волтерс
26. ↑  
23 червня 2011: від Портленд Трейл-Блейзерс до Денвер Наггетс (тристоронній обмін)[58][59]
  - Денвер придбав Андре Міллер і драфт-пік другого раунду 2014 року від Портленда
  - Денвер придбав драфтові права на Джордан Гамільтон від Далласа
  - Портленд придбав Реймонд Фелтон від Денвера
  - Портленд придбав драфтові права на Тангі Нгомбо від Далласа
  - Даллас придбав Руді Фернандес і драфтові права на Петтері Копонен від Портленда
27. ↑  
26 січня 2010: від Лос-Анджелес Кліпперс до Нью-Орлінс Горнетс (тепер Нью-Орлінс Пеліканс)[62]
  - Нью-Орлінс придбав драфт-пік другого раунду 2014 року і грошову винагороду
  - ЛА Кліпперс придбав Боббі Браун

18 жовтня 2010: від Нью-Орлінс Горнетс (тепер Нью-Орлінс Пеліканс) до Сан-Антоніо Сперс[63]
  - Сан-Антоніо придбав дрфт-пік ЛА Кліпперс у другому раунді 2014 року
  - Нью-Орлінс придбав Curtis Jerrells
28. ↑  
21 лютого 2013: від Оклахома-Сіті Тандер до Нью-Йорк Нікс[64]
  - Нью-Йорк придбав драфт-пік другого раунду 2014 року і грошову винагороду
  - Оклахома Сіті придбала Ронні Бруер

10 липня 2013: від Нью-Йорк Нікс до Торонто Репторз[65]
  - Торонто придбав Маркуса Кембі, Стіва Новака, Квентіна Річардсона, драфт-пік першого раунду 2016 року, драфт-пік Оклахоми-Сіті в другому раунді 2014  року і драфт-пік другого раунду 2017 року
  - Нью-Йорк придбав Андреа Барньяні

### Угоди під час драфту
У день драфту відбулись такі угоди, які включали задрафтованих гравців.
1. 1 2  
Орландо Меджик і Філадельфія Севенті-Сіксерс[8]
  - Орландо придбав драфтові права на 10-й драфт-пік Елфрід Пейтон
  - Філадельфія Севенті-Сіксерс acquired драфтові права на 12-й драфт-пік Даріо Шарич, драфт-пік другого раунду 2015 року і майбутній драфт-пік першого раунду
2. 1 2 3  
Денвер Наггетс і Чикаго Буллз[9]
  - Чикаго придбав Ентоні Рендольф і драфтові права на 11-й драфт-пік Даг Макдермот
  - Денвер придбав драфтові права на 16-й драфт-пік Юсуф Нуркич, драфтові права на 19-й драфт-пік Ґаррі Гарріс і драфт-пік другого раунду 2015 року
3. 1 2 3  
Маямі Гіт і Шарлотт Горнетс[26]
  - Маямі придбав драфтові права на 24-й драфт-пік Шабазз Неп'єр
  - Шарлотт придбала драфтові права на 26-й драфт-пік Пі Джей Гейрстон, драфтові права на 55-й драфт-пік Семадж Крістон, драфт-пік другого раунду 2019 року і грошову винагороду
4. ↑  
Мемфіс Ґріззліс і Юта Джаз[32]
  - Мемфіс придбав драфтові права на 35-й драфт-пік Джарнелл Стоукс
  - Юта придбала драфт-пік другого раунду 2016 року
5. ↑  
Бруклін Нетс і Міннесота Тімбервулвз[42]
  - Бруклін придбав драфтові права на 44-й драфт-пік Маркел Браун
  - Міннесота придбала грошову компенсацію
6. ↑  
Лос-Анджелес Лейкерс і Вашингтон Візардс[43]
  - ЛА Лейкерс придбав драфтові права на 46-й драфт-пік Джордан Кларксон
  - Вашингтон придбав грошову компенсацію
7. ↑  
Нью-Орлінс Пеліканс і Філадельфія Севенті-Сіксерс[46]
  - Нью-Орлінс придбав драфтові права на 47-й драфт-пік Расс Сміт
  - Філадельфія придбала драфтові права на П'єр Джексон
8. ↑  
Атланта Гокс і Мілвокі Бакс[49]
  - Атланта придбала драфтові права на 48-й драфт-пік Ламар Паттерсон
  - Мілвокі придбав драфт-пік другого раунду 2015 року
9. ↑  
Х'юстон Рокетс і Міннесота Тімбервулвз[52]
  - Х'юстон придбав драфтові права на 53-й пік Алессандро Джентіле
  - Міннесота придбала грошову компенсацію
10. 1 2 3  
Сан-Антоніо Сперс і Філадельфія Севенті-Сіксерс[55][56]
  - Сан-Антоніо придбав драфтові права на 54-й драфт-пік Неманья Дангубич
  - Філадельфія придбала драфтові права на 58-й драфт-пік Джордан МакРей і драфтові права на 60-й драфт-пік Корі Джефферсон
11. ↑  
Оклахома-Сіті Тандер і Шарлотт Горнетс[57]
  - Оклахома Сіті придбала драфтові права на 55-й драфт-пік Семадж Крістон
  - Шарлотт придбала грошову компенсацію
12. ↑  
Орландо Меджик і Денвер Наггетс[60]
  - Орландо придбав Еван Фурньє і драфтові права на 56-й драфт-пік Roy Devyn Marble
  - Денвер придбав Аррон Аффлало
13. ↑  
Нью-Йорк Нікс і Індіана Пейсерз[61]
  - Нью-Йорк придбав драфтові права на 57-й драфт-пік Луї Лабейрі
  - Індіана придбала грошову компенсацію
14. ↑  
Бруклін Нетс і Торонто Репторз[42][66]
  - Бруклін придбав драфтові права на 59-й драфт-пік Зав'єр Темз
  - Торонто придбав грошову компенсацію
15. ↑  
Бруклін Нетс і Філадельфія Севенті-Сіксерс[42]
  - Бруклін придбав драфтові права на 60-й драфт-пік Корі Джефферсон
  - Філадельфія придбала грошову компенсацію

## Нотатки
1. ↑  Громадянство означає національну збірну гравця, або яку країну він представляє. Якщо гравець не грав на міжнародному рівні, тоді цей пункт означає за збірну якої країни він може грати за правилами FIBA.
2. ↑  Dario Šarić played for Cibona Zagreb during the 2013–14 season, but was signed by Anadolu Efes (Turkey) on June 24, 2014.[14]
3. ↑  Shabazz Napier народився в США від пуерториканської матері. 2012 року він зобов'язався виступати за збірну Пуерто-Рико, але не зіграв ще за неї жодної гри.[23][24]
4. ↑  Damien Inglis народився у Французькій Гвіані, заморських володіннях Франції, які розташовані в Певденній Америці. Він грає за збірну Франції на юніорському рівні починаючи з 2010 року.[28]